# Universidade de Gibraltar
A Universidade de Gibraltar abriu em Setembro de 2015. É a primeira universidade em Gibraltar, e custa cerca de £10 milhões para criar. Ele foi formalmente criada em julho de 2015, e é presidido por José Julio Pisharello. 
A universidade é modelado na Universidade de Seychelles. Em 2014, este último anunciou uma parceria de colaboração e intercâmbio com estudantes Gibraltar. A Universidade de Gibraltar sediou a 19ª Conferência Calpe em setembro de 2015.
A universidade, situada na Punta Europa, foi aberto formalmente na segunda-feira 21 de setembro de 2015 e as aulas começaram em 28 de Setembro de 2015.
A universidade tem quatro faculdades:
Negócios - como parte da Universidade de Londres Programas Internacionais,
Estudos de Saúde e Ciências do Desporto - em conjunto com a Universidade de Kingston e St George, Universidade de Londres,
Vida e Ciências da Terra e Estudos Gibraltar / Mediterrâneo,
Turismo e Hotelaria - uma colaboração entre o Turismo de Gibraltar e Oxford Brookes University.
Durante seu ano inaugural da universidade irá proporcionar a oportunidade para estudos a tempo parcial, com estudos em tempo integral, prospectivamente, disponível a partir de setembro de 2016.